# Résurrection (Tolstoï)
Pour les articles homonymes, voir Résurrection (homonymie).
Résurrection (en russe : Воскресение) est un roman de Léon Tolstoï paru en 1899.

## Résumé

### Première partie
Jeune militaire respecté, le prince Dmitri Ivanovitch Nekhlioudov retourne goûter à la vie civile quelque temps dans une riche ville de province près de Nijni Novgorod. Il mène une vie agréable entre les réceptions mondaines, ses nombreux amis, un mariage imminent (arrangé) avec une fille de famille noble, et il attend sereinement un brillant avenir dans l'armée.

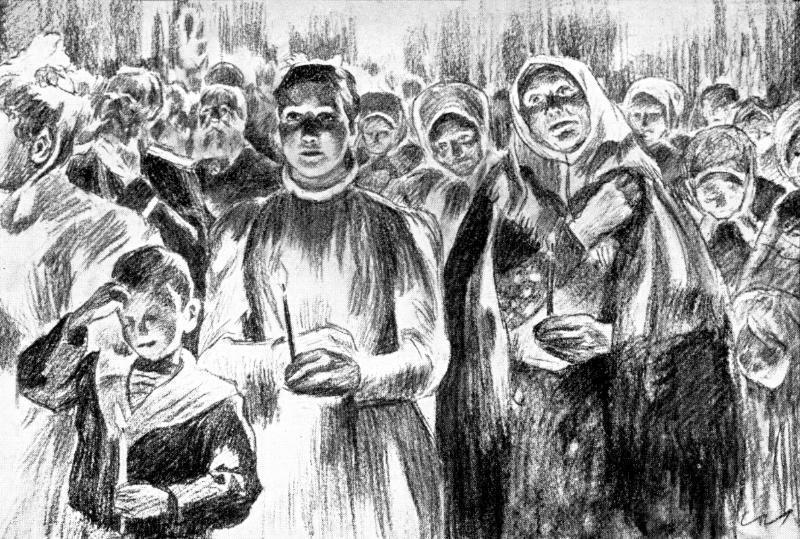
Résurrection
Illustration par Leonid Pasternak du chapitre 57.

Cependant, durant son séjour en ville, il est convoqué au tribunal afin d'y fonctionner comme juré. Mais ce qui ne devait être qu'un devoir civique prend une tournure tout à fait inattendue pour Nekhlioudov, car parmi les accusés figure son premier amour, Katioucha Maslova, qui était servante chez les deux tantes de Nekhlioudov. Or, celle qui fut un amour de jeunesse avait été abandonnée par le prince, après qu'il l'eut mise enceinte, une dizaine d'années auparavant. Lorsque les tantes découvrent l'état de Maslova, elles la chassent de leur maison. Sans autre moyen de vivre, Maslova en est réduite à se prostituer et elle devient détentrice de la carte jaune délivrée aux prostituées. À la naissance de son enfant, celui-ci lui est enlevé, et elle apprend qu'il a très rapidement succombé.
Par la suite, elle entre dans une maison de tolérance où elle devient une femme recherchée pour sa beauté et son éducation. Mais un soir, pour se débarrasser d'un client violent, un riche marchand, elle lui donne une poudre qu'elle croit être un somnifère mais qui s'avère être de l'arsenic. Arrêtée, elle se retrouve accusée d'homicide avec préméditation — à quoi s'ajoute une accusation de vol de 3000 roubles dont a été aussi victime ce même client. Elle est déférée devant la cour d'assise avec les deux personnes qui lui ont fourni le poison et qui sont employées dans l'hôtel où était descendu le marchand. Mais selon la version que Maslova donne au tribunal, elle n'a jamais voulu assassiner ce client, ni le voler, et elle clame son innocence complète.
Arrivé au procès, Nekhlioudov reconnaît avec stupeur la femme qu'il a aimée et abandonnée. Pris d'un violent remords, il cherche à la sauver du bagne et défend son innocence. Le jury penche pour disculper Maslova de la tentative d'assassinat. Malheureusement, les jurés commettent une grossière erreur de qualification de l'acte de Maslova : ils la déclarent en effet « coupable mais sans préméditation de vol », oubliant d'ajouter « et sans intention de donner la mort ». Dès lors, le tribunal se voit contraint à la condamner à quatre ans de travaux forcés en Sibérie.
À partir de ce moment, Nekhlioudov se fera un devoir d'arracher Katioucha au bagne. Il demande la révision de son procès et prépare une demande en grâce. Il lui rend visite en prison et lui promet de l'épouser pour racheter sa faute et de l'accompagner en Sibérie si ses demandes n'aboutissent pas. Mais Katioucha se montre réticente. Toutefois, ces visites révèlent à Nekhlioudov la triste situation des détenus, et il s'engage à venir en aide à un certain nombre d'entre eux. Elles lui ouvrent les yeux sur la misère spirituelle du monde dans lequel il vivait jusqu'alors, sur le laxisme et la corruption des hauts magistrats qui font traîner la procédure d'appel, sur le non-sens absolu de l'univers carcéral. Dans la même foulée, il prend conscience qu'il exploite injustement ses paysans, et il décide de se séparer de ses propriétés pour rendre les terres qu'il possède aux paysans qui les travaillent.

### Deuxième partie
Nekhlioudov se rend dans ses propriétés et engage un projet social de retour des terres aux paysans. Après quoi, il se rend à Saint-Pétersbourg pour plaider les différents dossiers de ses protégés. Ces diverses tractations lui révèlent la vanité et la futilité du monde de l'aristocratie et l'amènent à porter des jugements très critiques sur la noblesse et le système politico-judiciaire russes.

### Troisième partie
Le récit s'ouvre sur une longue description du transfert, au début du mois de juin, de quelque 600 prisonniers de la prison à la gare, début du long voyage qui les amènera en Sibérie. La chaleur est terrible et huit détenus meurent durant cette première journée. Nekhlioudov suit le convoi de son côté, et il rejoint Katioucha et les prisonniers politiques (elle a été transférée dans ce groupe) à différentes étapes. Le voyage est l'occasion pour lui de découvrir les positions politiques des révolutionnaires idéologiques et des pragmatiques — auxquels va sa sympathie. Durant ce voyage Katioucha fait la connaissance de Simonson (un pragmatique) qui s'éprend d'elle et qui lui demande de l'épouser. Elle accepte sa proposition. Nekhlioudov s'incline et découvre à la fin du roman un vagabond qui représente pour lui l'incarnation de ce que doit être un homme véritable. Ce sera sa véritable résurrection.
En somme, à travers les désillusions sur la condition humaine et les atrocités dont l'homme est capable envers son prochain, Nekhlioudov trouve sa réponse en cet homme qui l'ouvre au Christ véritable, ainsi qu'à un nouveau point de vue sur l'existence, sources de sa résurrection. Le roman se termine sur ces lignes: 
« "CHERCHEZ LE ROYAUME DE DIEU ET SA VÉRITÉ ET LE RESTE VOUS SERA DONNÉ PAR SURCROÎT."
"Or nous, nous cherchons le surcroît et apparemment nous ne le trouvons pas. Ainsi donc, voilà l’œuvre de ma vie. L'une finit, l'autre commence."
Cette nuit fut le début pour Nekhlioudov d'une existence nouvelle. Ce n'est pas qu'il eût adopté un autre mode de vie, mais tout ce qui lui arriva depuis cette époque prit à ses yeux un sens entièrement différent. L'avenir montrera quel sera le terme de cette nouvelle période de sa vie. »

## Étude succincte
(août 2009).
Si vous disposez d'ouvrages ou d'articles de référence ou si vous connaissez des sites web de qualité traitant du thème abordé ici, merci de compléter l'article en donnant les références utiles à sa vérifiabilité et en les liant à la section « Notes et références ».
Résurrection, écrit en 1899, est une œuvre regroupant la majorité des arguments de la philosophie de Tolstoï. À mi-chemin entre Guerre et Paix et La Sonate à Kreutzer, l'opposition de la nature de l'humain à la société qu'il s'est créée n'a jamais été aussi forte que dans cette œuvre[réf. souhaitée]. Le personnage principal, qui n'est pas sans rappeler le comte Pierre Bézoukhov de Guerre et Paix, est profondément tolstoïen. Empreint d'une vie de plaisir, l'heure est venue pour lui de la repentance.
Pour Tolstoï comme pour Nietzsche, « pour que les branches de l'arbre atteignent les hauteurs, ses racines doivent s'ancrer dans les terres les plus sombres et profondes ». En effet, par la parodie de société et des sentiments qu'il nous propose, il n'est pas infondé de rapprocher Tolstoï du mouvement nihiliste[réf. nécessaire].
La relation amoureuse est dénaturée par le contexte dans lequel elle apparaît. Nekhlioudov rejette les « beaux partis » de la haute société ; Maslova ne compte point se marier avec l'homme qui pourrait lui changer la vie. Thèse d'ailleurs largement soutenue dans la Sonate à Kreutzer[réf. souhaitée]. La philosophie du Carpe Diem est largement mise à mal, Tolstoï regrette que nous ne soyons « ...résolu[s] de ne vivre qu'en vue de notre propre bonheur » (voir la fameuse parabole du vigneron, lors de la résurrection de Nekhlioudov).
L'approche tolstoïenne du Pouvoir (au sens large) se résume en ces quelques termes tirés de La Guerre et la Paix : « l'homme de pouvoir est comparable au marin pris dans la tempête, il a l'illusion de choisir sa destination, mais reste malmené par les courants de l'histoire » ou encore la célèbre citation « Le cœur des rois est dans la main de Dieu » car aussi historiques qu'aient été leurs décisions, elles n'en étaient pas moins conditionnées par leur entourage ainsi que les personnes les ayant précédés.